# Хлорид сурьмы(III)
Хлорид сурьмы(III) — бинарное неорганическое соединение сурьмы и хлора с формулой SbCl3, бесцветные кристаллы, очень хорошо растворимые в холодной воде.

## Получение
- Действие хлора на металлическую сурьму:

{\displaystyle {\mathsf {2Sb+3Cl_{2}\ {\xrightarrow {}}\ 2SbCl_{3}}}}
- Действием хлористого водорода на триоксид сурьмы:

{\displaystyle {\mathsf {Sb_{2}O_{3}+6HCl\ {\xrightarrow {60-80^{o}C}}\ 2SbCl_{3}+3H_{2}O}}}
- Действием хлора на триоксид сурьмы:

{\displaystyle {\mathsf {2Sb_{2}O_{3}+6Cl_{2}\ {\xrightarrow {1000^{o}C}}\ 4SbCl_{3}+3O_{2}}}}
- Действием хлора на сульфид сурьмы(III):

{\displaystyle {\mathsf {2Sb_{2}S_{3}+9Cl_{2}\ {\xrightarrow {250^{o}C}}\ 4SbCl_{3}+3S_{2}Cl_{2}}}}

## Физические свойства
Хлорид сурьмы(III) образует бесцветные гигроскопичные диамагнитные кристаллы. Вызывает ожоги на коже.
Очень хорошо растворимые в воде. Концентрированные водные растворы устойчивы и называются «сурьмяное масло» (едкая, жгучая, ядовитая жидкость).
Разбавленные водные растворы подвергаются гидролизу.
Растворяется в хлороформе, четырёххлористом углероде, бензоле, диоксане и других органических растворителях.

## Химические свойства
- Разлагается в разбавленных растворах или в горячей воде:

{\displaystyle {\mathsf {SbCl_{3}+H_{2}O\ {\xrightarrow {}}\ SbOCl\downarrow +2HCl}}}
- В подкисленных растворах при нагревании реакция идёт иначе:

{\displaystyle {\mathsf {4SbCl_{3}+5H_{2}O\ {\xrightarrow {50^{o}C,H^{+}}}\ Sb_{4}Cl_{2}O_{5}\downarrow +10HCl}}}
{\displaystyle {\mathsf {2SbCl_{3}+3H_{2}O\ {\xrightarrow {100^{o}C,H^{+}}}\ Sb_{2}O_{3}\downarrow +6HCl}}}
- Реагирует с соляной кислотой по-разному, в зависимости от её концентрации:

{\displaystyle {\mathsf {SbCl_{3}+HCl_{(15\%)}\ {\xrightarrow {}}\ H[SbCl_{4}]}}}
{\displaystyle {\mathsf {2SbCl_{3}+3HCl_{(>20\%)}\ \xrightarrow {} \ H_{3}[Sb_{2}Cl_{9}]}}}
{\displaystyle {\mathsf {SbCl_{3}+3HCl_{(36\%)}\ {\xrightarrow {}}\ H_{3}[SbCl_{6}]}}}
- Окисляется концентрированной азотной кислотой:

{\displaystyle {\mathsf {2SbCl_{3}+4HNO_{3}\ {\xrightarrow {100^{o}C}}\ Sb_{2}O_{5}\downarrow +6HCl+4NO_{2}}}}
- Реагирует с разбавленными щелочами:

{\displaystyle {\mathsf {2SbCl_{3}+6NaOH\ {\xrightarrow {}}\ Sb_{2}O_{3}\downarrow +6NaCl+3H_{2}O}}}
- и концентрированными:

{\displaystyle {\mathsf {SbCl_{3}+4NaOH\ {\xrightarrow {}}\ Na[Sb(OH)_{4}]+3NaCl}}}
- Хлором окисляется до пентахлорида сурьмы:

{\displaystyle {\mathsf {SbCl_{3}+Cl_{2}\ {\xrightarrow {80^{o}C}}\ SbCl_{5}}}}
- Реагирует с сероводородом в кислой среде:

{\displaystyle {\mathsf {2SbCl_{3}+3H_{2}S\ {\xrightarrow {HF}}\ Sb_{2}S_{3}\downarrow +6HCl}}}
- С хлоридами щелочных металлов образует комплексные соли:

{\displaystyle {\mathsf {SbCl_{3}+2KCl\ {\xrightarrow {}}\ K_{2}[SbCl_{5}]}}}
- Восстанавливается металлами в кислой среде:

{\displaystyle {\mathsf {2SbCl_{3}+3Fe\ {\xrightarrow {H^{+}}}\ 2Sb+3FeCl_{2}}}}

## Применение
- Для получения чистой сурьмы.
- Катализатор в органическом синтезе.
- Протрава при крашении тканей.
- Как неводный растворитель.